# 高向古足
高向 古足（たかむこ の ふるたり）は、飛鳥時代の学者。
百家系図稿などに名が見られる。渡来系氏族であり、魏国武帝の後裔。高向憲の子であり高向徳留の孫で、高向玄理の父。